# Чжан Сінь
Чжан Сінь (кит.: 张鑫) — китайська фристайлістка, спеціалістка з повітряної акробатики, олімпійська медалістка. 
Срібну олімпійську медаль Чжан  виборола на Олімпіаді 2018 року в корейському Пхьончхані в змаганнях з акробатики. 

## Зовнішні посилання
- Досьє на сайті Міжнародної федерації лижного спорту [Архівовано 11 липня 2017 у Wayback Machine.]

## Виноски
1. ↑  Women's aerials results